# Filippa van Catania

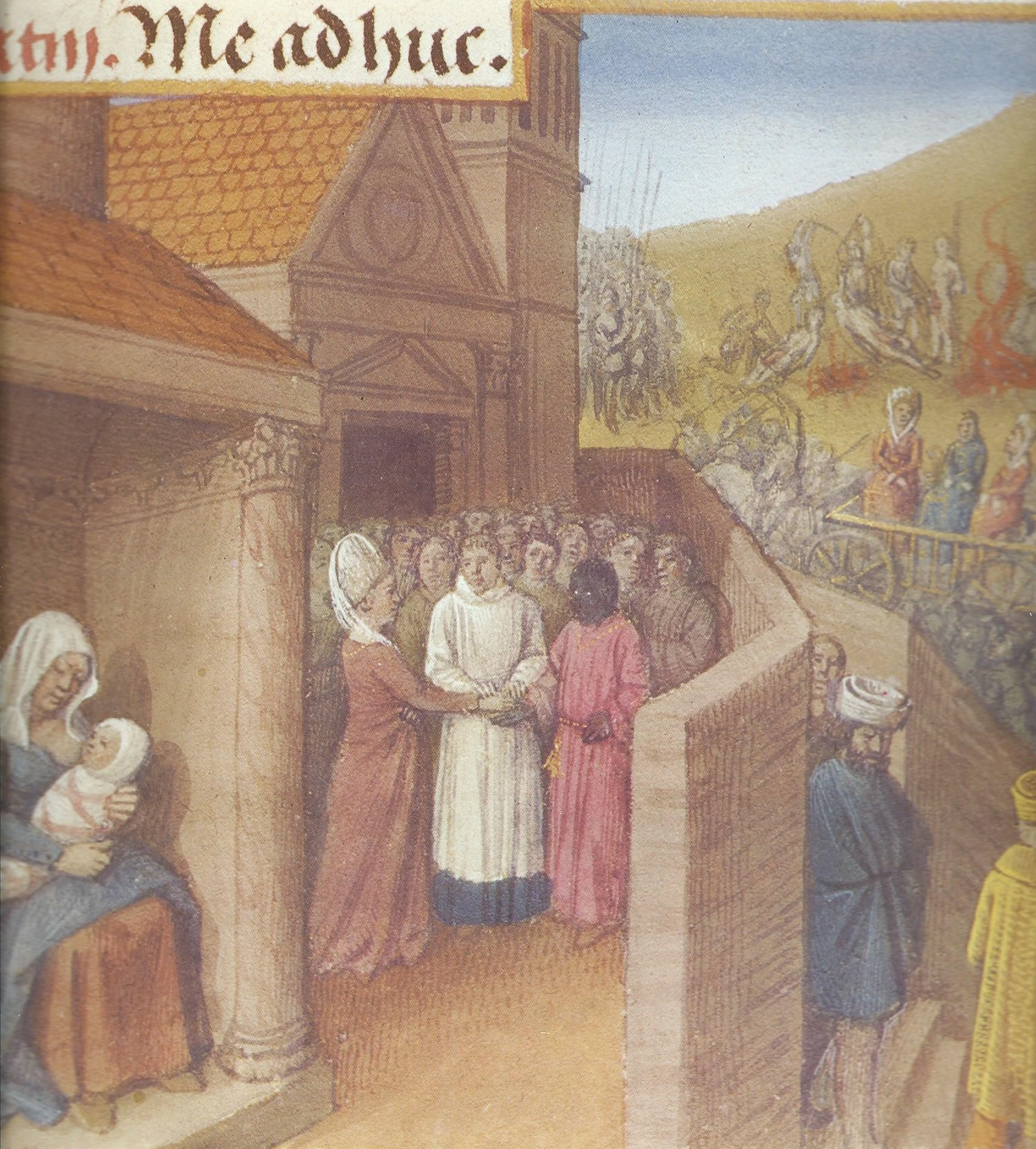
Een miniatuur van het leven van Filippa van Catania, links als min, in het midden tijdens haar huwelijk met Raymond van Campanië, het begin van een adellijke carrière voor hen beiden. Rechts achteraan de folteringen.

Filippa van Catania (overleden in 1346) was een edelvrouw uit Zuid-Italië. Zij had veel invloed aan het hof van Napels nadat zij daar als min voor de kinderen van de hertog van Calabrië haar intrede deed en vervolgens trouwde met Raymond van Campanië, een gewezen slaaf uit Ethiopië. Zij was oorspronkelijk wasvrouw in Catania (Sicilië) en van eenvoudige komaf. Ze heeft een enorme weg afgelegd naar de hogere sociale rangen.

## Levensloop
Het meeste dat we over haar weten komt uit een werk van Giovanni Boccaccio met de titel De casibus virorum illustrium ("Over de lotgevallen van beroemde mannen"), dat rond 1360 geschreven werd. Boccaccio heeft Filippa gekend en heeft vervolgens ook over haar horen vertellen. Hij beschrijft haar als een mooie jonge dame met bekoorlijke gestalte (iuvenis forma et statura decens).

### Huwelijk
Filippa woonde in Catania (Sicilië) en was weduwe van een visser toen zij gevraagd werd als min voor het tweede kind te zorgen van Robert van Anjou, hertog van Calabrië, zoon van koning Karel II van Napels en diens opvolger. Zodra de gravin van Calabrië, vrouw van Robert, terugkeerde naar Napels, kwam ook Filippa met haar mee om voor de kinderen te zorgen. Daar ontmoette zij haar toekomstige man, Raymond van Campanië, die van slaaf tot aan het hof van Napels was opgeklommen. Hij was een gedoopte moor en daarmee geen slaaf meer. Hij trouwde met Filippa van Catania. Hun huwelijk voltrok zich 6 februari 1305 waarschijnlijk in de kerk Santa Maria la Nova in Napels.

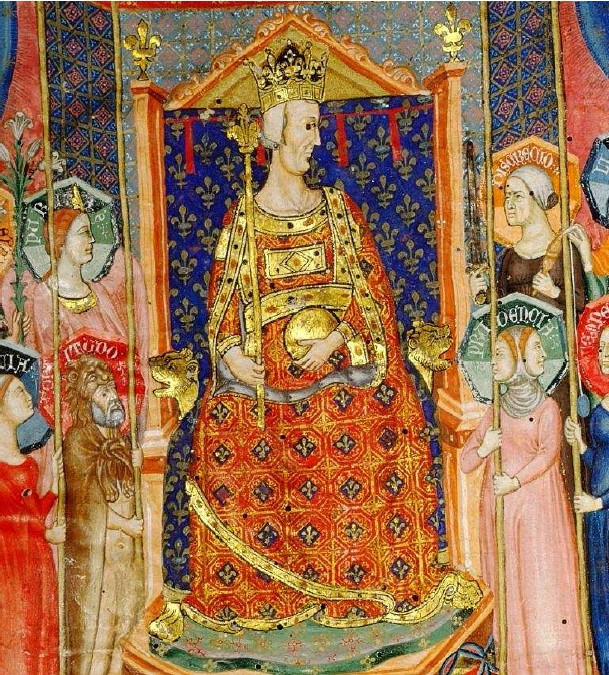
Robert van Anjou

 Het echtpaar ontving 20 once per jaar van Robert van Anjou, de hertog van Calabrië, die in 1310 koning van Napels werd en voor wiens kinderen zij als min gediend had. Zelf kregen ze drie kinderen: Karel, Perrotto en Robert. Zij bezaten huizen en kastelen en hadden grond te verpachten. De drie zonen namen deel aan het leven aan het hof en hun eenvoudige afkomst was niet meer van belang. Zij trouwden met edelvrouwen van de hoogste rangen.
Raymond overleed in 1334. Zijn weelderige begrafenis in de kerk van Santa Chiara in Napels werd door een grote menigte bijgewoond. 

### Rad van fortuin
Filippa bekommerde zich als gouvernante om de kleindochter van koning Robert en had een steeds belangrijker rol aan het hof. Dit kwam vooral tot uiting in giften van Johanna van Anjou aan Filippa, zoals een grote tuin net buiten Napels en promotie tot graaf van Eboli voor haar zoon. Toen Johanna's ouders Maria en Karel  stierven, nam Filippa het meisje onder haar hoede. Na de dood van haar grootvader Robert, besteeg Johanna I de troon. Filippa had grote invloed op haar.
Zoals Boccaccio het verwoordde, draaide "het rad van fortuin" en werden Filippa en haar familie beschuldigd van conspiratie in de moord op de man van koningin Johanna I, Andrea uit Hongarije. Filippa en haar zonen ondergingen folteringen en werden ter dood gebracht. Filippa stierf aan haar verwondingen in de gevangenis van het Castel dell'Ovo in Napels.